# دولورس لاشاپل
دولورس لاشاپل (انگلیسی: Dolores LaChapelle; ۴ ژوئیهٔ ۱۹۲۶ – ۲۱ ژانویهٔ ۲۰۰۷) کوهنورد، و بوم‌شناس اهل ایالات متحده آمریکا بود.